# Amaldus Nielsen
Amaldus Clarín Nielsen (23 de mayo de 1838 - 10 de diciembre de 1932) fue un pintor noruego.

## Vida privada
Nació en Halse, su padre fue un capitán y comerciante, Niels Clemetsen Nielsen (1795-1845), y su esposa Andrea Marie Møller (1802-1866). Se crio en Mandal en el condado de Vest-Agder, Noruega. Vivió la mayor parte de su infancia y adolescencia sin un padre. Recibió algunas clases de un profesor de dibujo de viaje y viajó a Copenhague para estudiar en 1854.
En octubre de 1868 en Christiania se casó con Johanne Nicoline Augusta Vangensteen, nacida en 1845 como hija de un magistrado Ove Bodvar Hussein Vangensteen (1806-1859). La pareja tuvo once hijos. Tanto su esposa y sus tres hijos murieron en marzo de 1886 a partir de una epidemia de difteria. Después de un período de duelo, se casó con Laura Tandberg (1857-1928) en febrero de 1888 en Risør. Nielsen murió en diciembre de 1932, a los 94 años, de neumonía.

## Carrera
Después de un año de estudios de pintura en Copenhague, se matriculó en la Academia de Bellas Artes en 1855. Él no pudo avanzar en el sistema de la academia, pero con el apoyo financiero de su hermano y propietario de un negocio cuyo dueño era Diderik Cappelen (1856-1935), estudió con Hans Gude en la academia de Düsseldorf desde 1857 a 1859. Pasó de 1859 a 1863 viajó por el sur de Noruega, y pasó desde 1863 hasta 1864 en Düsseldorf. Luego viajó a su casa debido a una enfermedad, se trasladó a Christiania, donde selló un acuerdo para hacer pinturas que en Oslo Kunstforening vendió en las subastas y aseguró un ingreso estable. Pasó entre 1867 y 1868 en Karlsruhe antes de asentarse finalmente en Majorstuen en 1869.
Pintó en el estilo naturalista, y fue denominado "el primer naturalista noruego". Entre sus obras importantes se incluyen Hvalørhei (1874), Skovbillede (1896), Morgen ved Ny-Hellesund (1885, uno de los varios de Ny-Hellesund), Ensomt sted (1901), Fra Bankefjorden (1910) y Kveld På Jæren (1925). La mayoría de sus cuadros retratan el sur de Noruega, pero también Østfold.
Ha participado casi todos los años en el Høstutstillingen entre 1883 y 1911, y organizó exposiciones notables en Christiania Kunstforening (1895, 1906, 1924, 1931), en la Exposición Universal de Londres de 1862, la Exposición Universal de París de 1889 y en Múnich en 1913. Once de sus obras son propiedad del Museo Nacional de Arte, Arquitectura y Diseño. Él también está representado en Mandal Kunstforening y Bymuseum Mandal, pero es más conocido por la colección que posee alrededor de 300 obras que fue donado a la municipalidad de Oslo por los herederos de Nielsen en 1933. Desde 1994, esta colección está en exhibición permanente en el Museo Stenersen.
Nielsen también fue nombrado caballero de primera clase de la Orden de San Olaf en 1890. La plaza Amaldus Nielsen, incluye un busto de Nielsen, que fue nombrado después de él.

## Galería

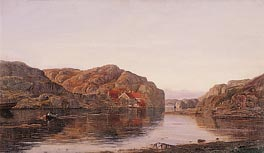
Morgen ved Ny-Hellesund (1885)
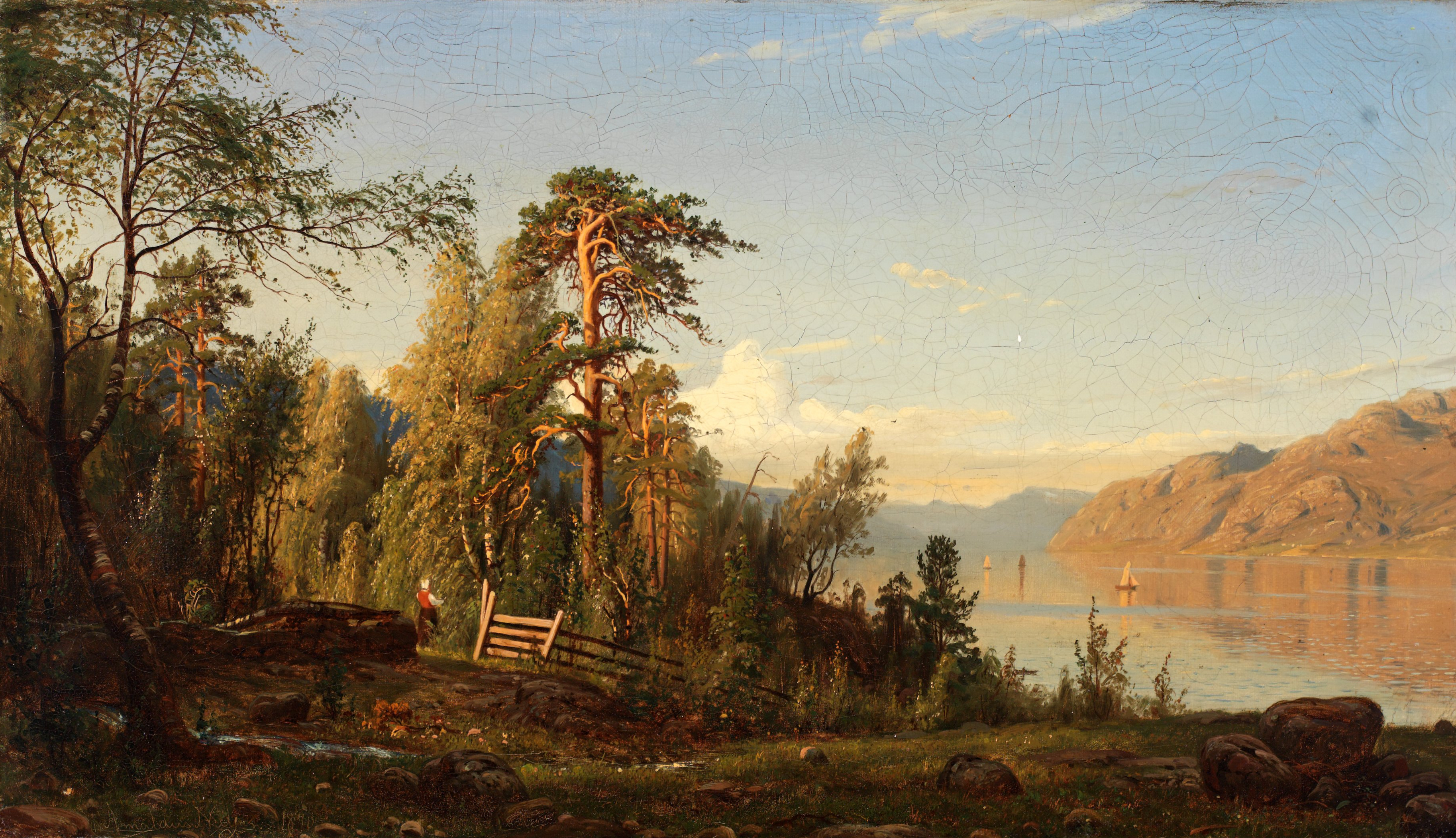
Fjordparti (1890)
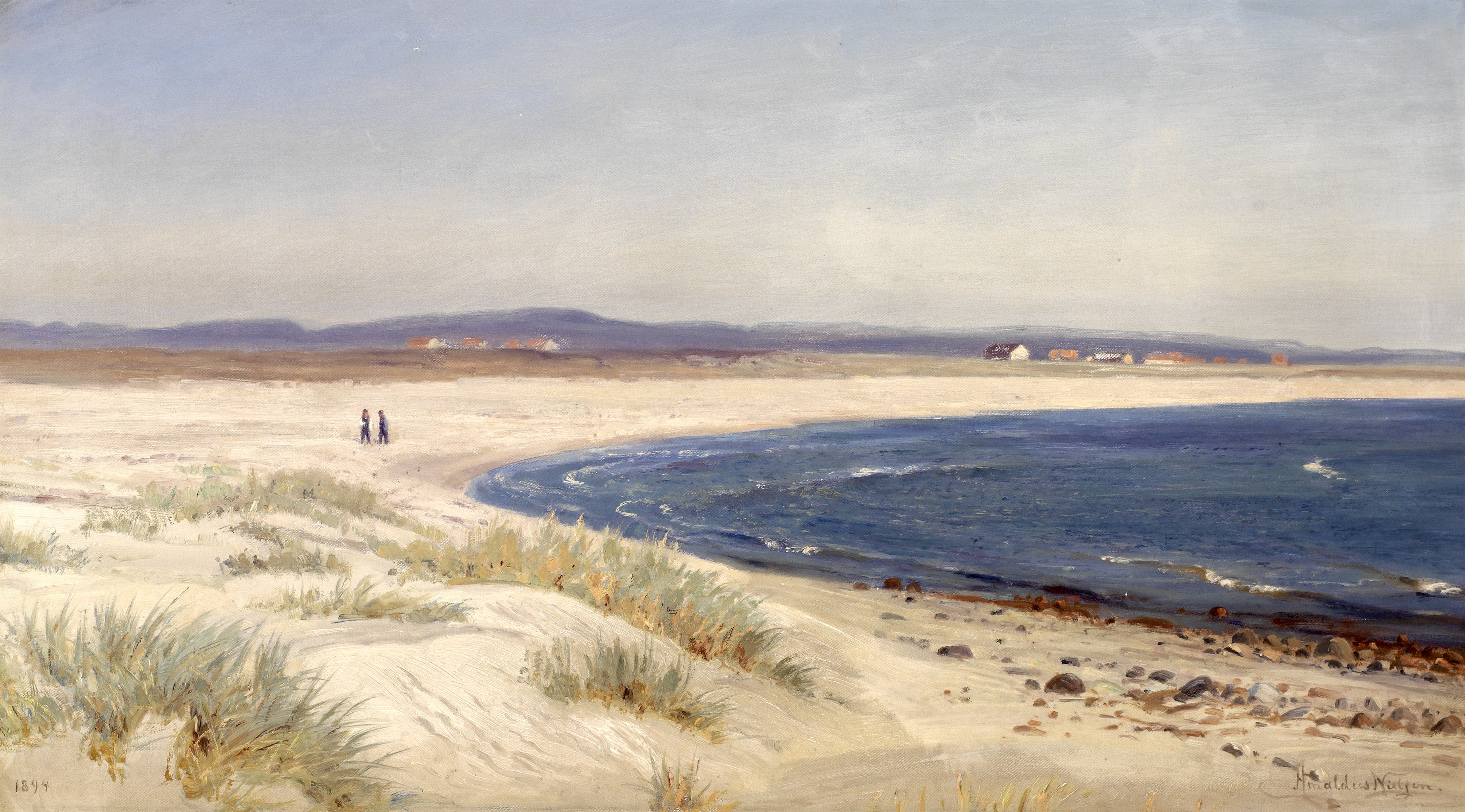
Mennesker på en strand (1894)
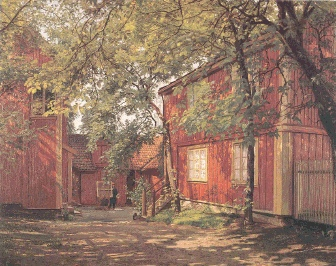
Majorstuveien 8 (1900)
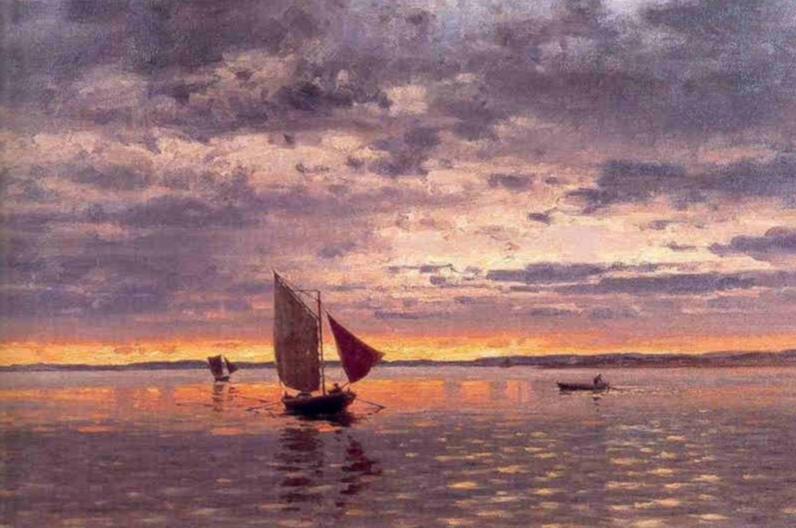
Aften ved Frederiksstad (1909)
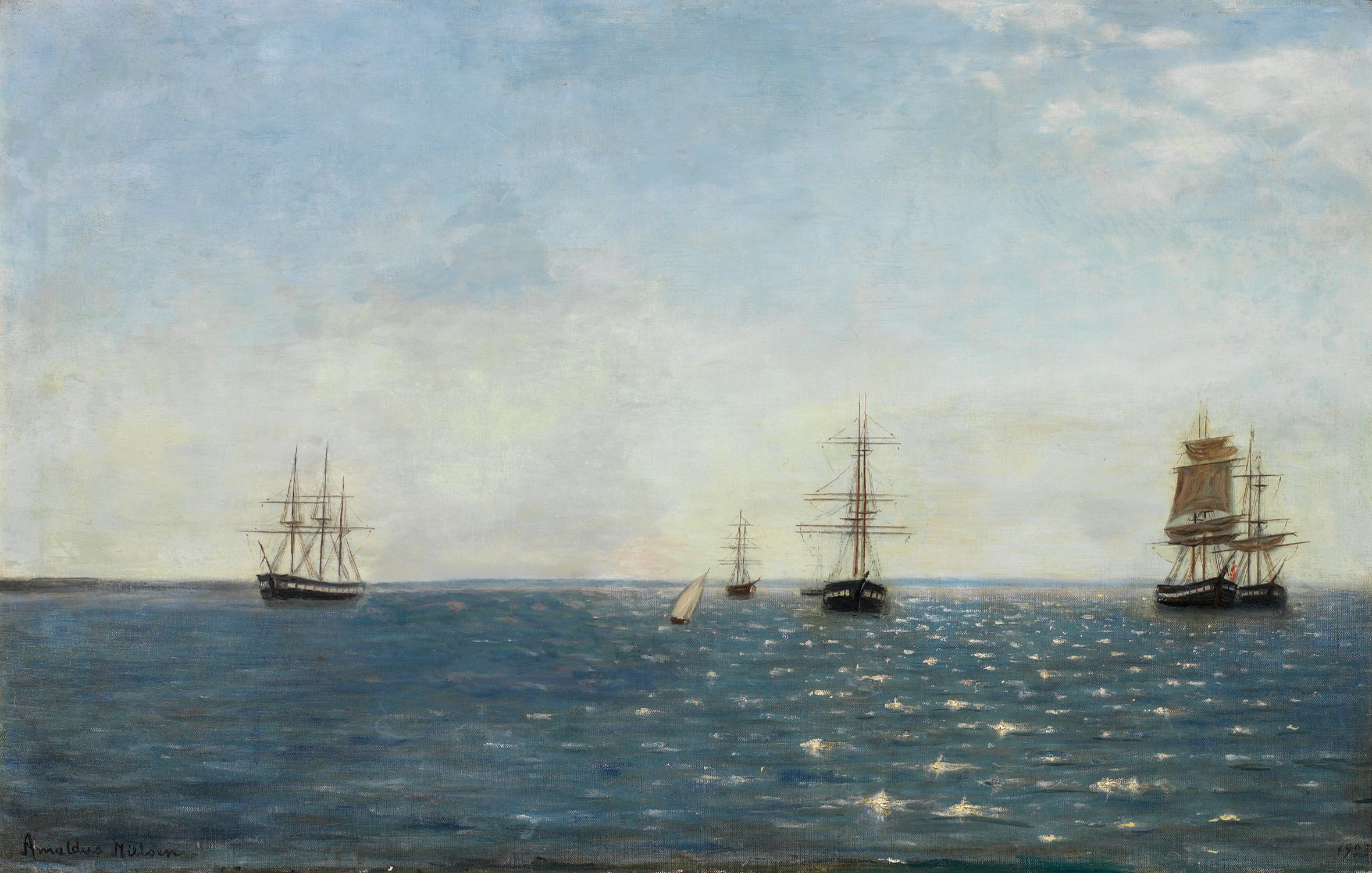
Ved Cadiz (1925)